# Johann Braschmann
Johann Braschmann, Johan (ur. ?, zm. 11 listopada 1717 w Gdańsku) - dyplomata duński.
Był marszałkiem na dworach książąt Vaudemont, Zweiibrucken i Dietrichstein. Pełnił funkcję komisarza Danii w Gdańsku (1701-1712). Jego pogrzeb odbył się w kościele karmelickim w Gdańsku.